# Armando Picchi
Armando Picchi (Livorno, 1935. június 20. – Sanremo, 1971. május 26.) válogatott olasz labdarúgó, hátvéd, edző.

## Pályafutása

### Klubcsapatban
1949-ben a Livorno korosztályos csapatában kezdte a labdarúgást. 1954 és 1959 között az első csapat játékosa volt. 1959–60-ban a SPAL, 1960 és 1967 között az Internazionale, 1967 és 1969 között a Varese labdarúgója volt. Az Interrel három bajnoki címet (1962–63, 1964–65, 1965–66) szerzett és tagja volt az 1963–64-es és 1964–65-ös BEK-győztes csapatnak is.

### A válogatottban
1964 és 1968 között 12 alkalommal szerepelt az olasz válogatottban.

### Edzőként
1968–69-ben a Varese, 1969–70-ben az Livorno, 1970–71-ben a Juventus vezetőedzője volt. 1971. február 16-tól, rák miatt kórházi kezelésre szorult. Három hónappal később, május 26-án 35 éves korában meghalt a daganat következtében.

## Sikerei, díjai
Internazionale
- Olasz bajnokság (Serie A)
  - bajnok (3): 1962–63, 1964–65, 1965–66
- Bajnokcsapatok Európa-kupája (BEK)
  - győztes: 1963–64, 1964–65
  - döntős: 1966–67
- Interkontinentális kupa
  - győztes: 1964, 1965